# Lordsburg
Lordsburg es una ciudad ubicada en el condado de Hidalgo en el estado estadounidense de Nuevo México. En el Censo de 2010 tenía una población de 2797 habitantes y una densidad poblacional de 128,67 personas por km². Es el destino al que se dirigen los personajes de la célebre película de 1939 La diligencia, de John Ford.

## Geografía
Lordsburg se encuentra ubicada en las coordenadas 32°20′38″N 108°42′9″O / 32.34389, -108.70250. Según la Oficina del Censo de los Estados Unidos, Lordsburg tiene una superficie total de 21.74 km², de la cual 21.74 km² corresponden a tierra firme y (0%) 0 km² es agua.

## Demografía
Según el censo de 2010, había 2797 personas residiendo en Lordsburg. La densidad de población era de 128,67 hab./km². De los 2797 habitantes, Lordsburg estaba compuesto por el 83.84% blancos, el 0.82% eran afroamericanos, el 0.82% eran amerindios, el 0.54% eran asiáticos, el 0% eran isleños del Pacífico, el 12.44% eran de otras razas y el 1.54% pertenecían a dos o más razas. Del total de la población el 77.26% eran hispanos o latinos de cualquier raza.